# 中国人民解放軍総装備部
中国人民解放軍総装備部は、中国人民解放軍の装備部門を一元管理する機関であった。

## 概要
1998年8月に国防科学技術工業委員会から独立した機関に分離された。
2016年1月11日、中国共産党中央軍事委員会装備発展部に改組された。

## 機構
部長×1人
政治委員×1人
副部長×4人
副政治委員×1人
部長助理×1人（空席の時も在る）
総装備部科学技術委員会主任×1人
総装備部科学技術委員会副主任×4人

### 内部部局
- 司令部
- 政治部
- 後勤部
- 総合計画部
- 軍兵種装備部
- 陸軍装備科研訂購部
- 通用装備保障部
- 電子信息基礎部

### 直属機関
- 第20試験訓練基地、酒泉衛星発射中心（63600部隊） - 内蒙古賽漢桃来
- 第21試験訓練基地、核試験基地（63650部隊） - 新疆馬蘭
- 第23試験訓練基地、遠洋航天測量船基地（63680部隊） - 江蘇江陰
- 第25試験訓練基地、太原衛星発射中心（63710部隊） - 山西岢嵐
- 第26試験訓練基地、西安衛星測量控制中心（63750部隊） - 陝西渭南
- 第27試験訓練基地、西昌衛星発射中心（63790部隊） - 四川冕寧
- 第29試験訓練基地、中国空気動力研究発展中心（63820部隊） - 四川綿陽
- 第31試験訓練基地、白城常規兵器試験基地（63850部隊） - 吉林白城
- 第32試験訓練基地、華陰常規兵器試験基地（63870部隊） - 陝西華陰
- 第33試験訓練基地、洛陽電子装備試験中心（63880部隊） - 河南洛陽
- 航天指揮控制中心 - 北京
- 防化研究院 - 北京
- 装備指揮技術学院 - 北京懐柔
- 装甲兵工程学院 - 北京豊台
- 軍械工程学院 - 河北石家荘

## 歴代総装備部長
1998年4月以前は主任。
1. 陳彬（1982.8 - 1985.3）
2. 丁衡高（1985.3 - 1996.11）
3. 曹剛川（1996.11 - 2002.11）
4. 李継耐（2002.11 - 2004.9）
5. 陳炳徳（2004.9 - 2007.9）
6. 常万全（2007.9 - 2012.10）
7. 張又侠（2012.10 - ）

## 歴代総装備部政治委員
1. 李継耐（1998.4 - 2002.11）
2. 遅万春（2002.11 - 2011.7）
3. 王洪堯（2011.7 - ）